# Каблуково (село, Тверская область)
Каблуко́во — село в Калининском районе Тверской области. Центр Каблуковского сельского поселения.
Расположено в 14 км к востоку от Твери, на автодороге «Тверь—Рождествено—Ильинское».
В Каблуково ежегодно проводится поэтический праздник «Каблуковская радуга».
Съёмки фильма «Живите в радости» проходили в г. Калинине и селе Каблуково Калининской области.

## История
Впервые упоминается в XVI веке как вотчина Савватьевского монастыря.
В Списке населённых мест 1859 года значится казённое село Клабуково (Каблуково), 66 дворов, 629 жителей. В середине XIX — начале XX века село — центр одноимённых волости и прихода Тверского уезда, в 1886 году — 110 дворов, 692 жителей, земская школа, 2 маслобойни, 2 кузницы, красильня, постоялый двор, трактир, сапожная, скорняжная и столярная мастерские, 2 чайные и 2 мелочные лавки. Промыслы: кузнечное, столярное дело; изготовление телег, саней, колес, барок; извоз, маслоделие и сыроварение. В 1918-23 годах Каблуково — центр одноимённых волости и сельсовета, в 1925 — одноимённого сельсовета Тверской волости Тверского уезда. В 1919 в селе — 139 дворов, 709 жителей.
С 1929 года село центр Каблуковского сельсовета Тверского (с 1931 года Калининского) района, с 1935 года в Калининской области.
Во время Великой Отечественной войны, в декабре 1941 года Каблуково было местом сосредоточения 250-й стрелковой дивизии, которая 5 декабря форсировала Волгу и овладела поселком Эммаус. В Каблуково находится братское захоронение воинов Калининского фронта.
В 1997 году — 106 хозяйств, 242 жителя.

## Население
| 1859 | 1886 | 1919 | 1997 | 2002 | 2008 | 2010 |
| ---- | ---- | ---- | ---- | ---- | ---- | ---- |
| 629  | ↗692 | ↗709 | ↘242 | ↘238 | ↗302 | ↘223 |

## Инфраструктура
В селе имеются филиал МОУ «Рождественская средняя общеобразовательная школа» — Каблуковская основная общеобразовательная школа, дом культуры, фельдшерско-акушерский пункт, отделение почтовой связи

## Каблуково в кино
Большую часть художественного фильма «Живите в радости» снимали в Каблуково в 1977 году.
В селе снимали большую часть сериала «Сельский Детектив». В 2019—2023 годах.